# Ahmed Hammi
Ahmed Hammi, né le 9 novembre 1981 à Sfax, est un footballeur international tunisien. Il évolue au poste de milieu de terrain défensif.

## Carrière

### Clubs
Il fait ses premiers pas avec le principal club de sa région natale, le Club sportif sfaxien, où il s'illustre dès ses débuts et devient titulaire jusqu'à un malentendu financier qui le contraint à quitter le club avant de rejoindre l'Étoile sportive du Sahel en 2003. En 2006, à la fin de son contrat, il signe un contrat avec le club de l'Espérance sportive de Tunis, avec lequel il remporte la coupe de Tunisie à deux reprises, en 2007 et 2008.

### Sélection nationale
Le 12 février 2003, Hammi dispute sa première rencontre avec la Tunisie, contre la Suède (victoire 1-0), où il entre sur le terrain en toute fin de match. Après plusieurs années vierges, il fait son retour en sélection pratiquement quatre ans plus tard, le 7 février 2007 face au voisin marocain (1-1). Plus récemment, il refait une apparition avec la Tunisie contre l'Angola.

### Palmarès
- Coupe de la Ligue tunisienne de football : 2003, 2005
- Coupe de Tunisie : 2007, 2008